# Ronda

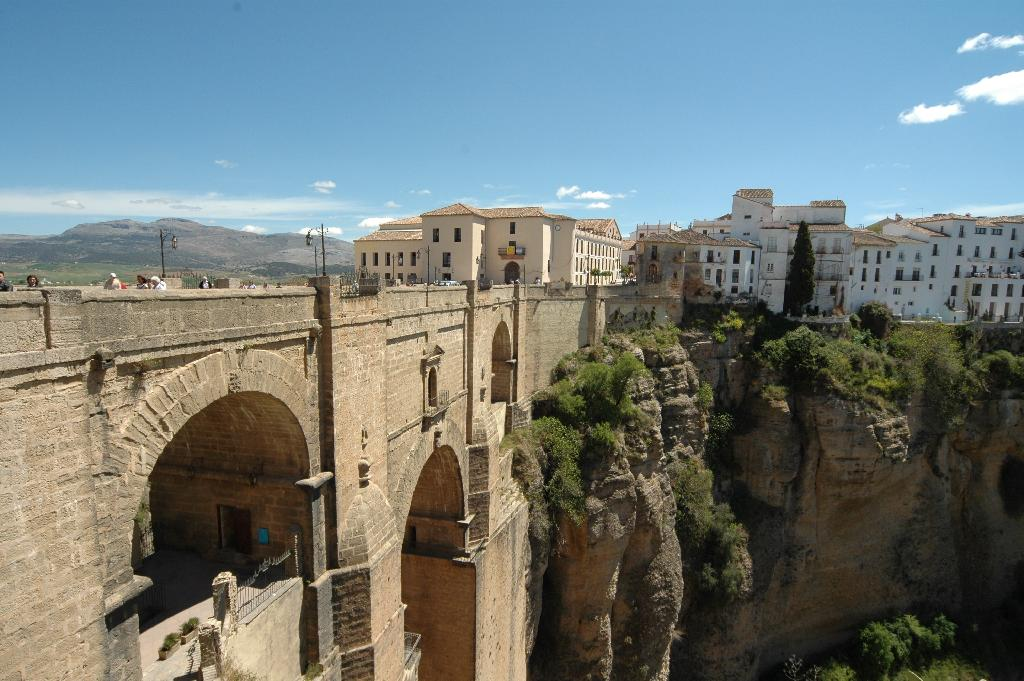
El Puente nuevo i la ciutat de Ronda al fons

Ronda és una ciutat situada en la part occidental de la província de Màlaga, capital de la comarca de la Serranía de Ronda. És al nord de la Costa del Sol i a uns 100 km de la ciutat de Màlaga.
Té 33.877 habitants (dades de 2019) i una extensió de 397,62 km2.

## Història
Sota domini àrab fou part de la cora o iqlim de Takurunna, al nord-oest de Màlaga. La població era majoritàriament amaziga, barrejada amb població local. La fortalesa era considerada inexpugnable, i estava protegida per un riu (Nahr Runda, en castellà Guadalevín) i voltada de parets muntanyoses de 160 metres de profunditat, i en les tres altres parts, per muralles. La seva feblesa és la manca d'aigua i per això es van construir unes escales que baixaven fins al riu (escales que encara existeixen).
Els Banu Khali van prestar suport a l'omeia Abd-ar-Rahman I i Abd al-Ala ibn Awshadja li va oferir una força de 400 homes a cavall. Però sota els omeies els amazics es van revoltar diverses vegades, la primera sota Hixam I (788–796) els amazics de la regió es van revoltar (795/796) però foren reprimits i els que van poder fugir es van refugiar a Talavera i Trujillo, força lluny de Ronda; la regió va ser en part despoblada; hi va haver altres revoltes amazigues el 826 i el 849, però les més importants foren en el regnat de Muhàmmad I (852-886): el 874 dirigida per Asad ibn al-Harith ibn Rafi, ràpidament aixafada; el 878/879 que es va estendre a Algesires i Rayya (Màlaga) causada per les exaccions dels governadors, que va necessitar una llarga campanya principalment a la serra de Ronda i es va mantenir fins a la captura d'un dels principals caps, Yahya al-Djaziri; i el 880 la gran revolta d'Úmar ibn Hafsun que va continuar sota Al-Múndhir (886-888) i Abd-Al·lah ibn Muhàmmad ibn Abd-ar-Rahman (888–912) i sota el segon es va estendre a Rayya i a Runda. Ibn Hafsun es va aliar a Awshadja dels Banu Khali, però quan el primer es va fer cristià l'aliança es va trencar (899). El 922 finalment l'emir Abd-ar-Rahman III va aconseguir pacificar la regió si bé Ibn Hafsun mantenia la revolta a Bobastro.
A la caiguda del califa es va formar la taifa de Ronda amb centre a Ronda. Els Banu Ifran van reconèixer la sobirania dels califes de Màlaga però a la mort d'Idrís ibn Alí ibn Hammud al-Mutayyad el 1039, Abu-Nur Hilal ibn Abi-Kurra es va fer independent. El 1057/1058 va morir i va pujar al poder el seu fill Abu-Nasr Fatuh ibn Hilal fins que fou deposat pel rei abbadita de Sevilla el 1064. Ronda fou cedida a ar-Radi Abu-Khàlid Yazid, fill d'al-Mútamid de Sevilla.
El 1091 va ser conquerida pels almoràvits manats per Gharrur. Al final del domini almoràvit, el 1145, un senyor local de nom Akhyal ibn Idrís ar-Rundí va proclamar la independència; el senyor d'Arcos de la Frontera i Jerez, Abu-l-Qàmar ibn Azzun el va suplantar i va reconèixer l'autoritat almohade (1146).
A l'enfonsament dels almohades va esdevenir ciutat de frontera amb Castella, però generalment part del regne de Granada i en algun moment dels marínides. Els rabads o ravals es van crear entre el segle xiii i el xiv. Va patir nombrosos atacs dels castellans. A vegades va servir de base a pretendents de la dinastia nassarita de Granada. Fou conquerida pels Reis Catòlics el 1485.